# Ordre du Lion de Bavière
Pour les articles homonymes, voir Ordre du Lion.
L'ordre du Lion du Palatinat, puis ordre du Lion de Bavière est un ordre honorifique bavarois des XVIIe et XVIIIe siècles.

## Historique
Charles IV Théodore, électeur palatin, fonda l’ordre du Lion le 1er janvier 1768, pour célébrer la 25e année de son règne. Appelé à l'origine ordre du Lion palatin (en allemand : « Orden vom Pfälzer Löwen »), l'ordre a été renommé ordre du Lion de Bavière lorsque la branche de Palatinat-Sulzbach hérita du duché de Bavière (électorat de Bavière) en 1777 de la branche aînée de la maison de Wittelsbach.

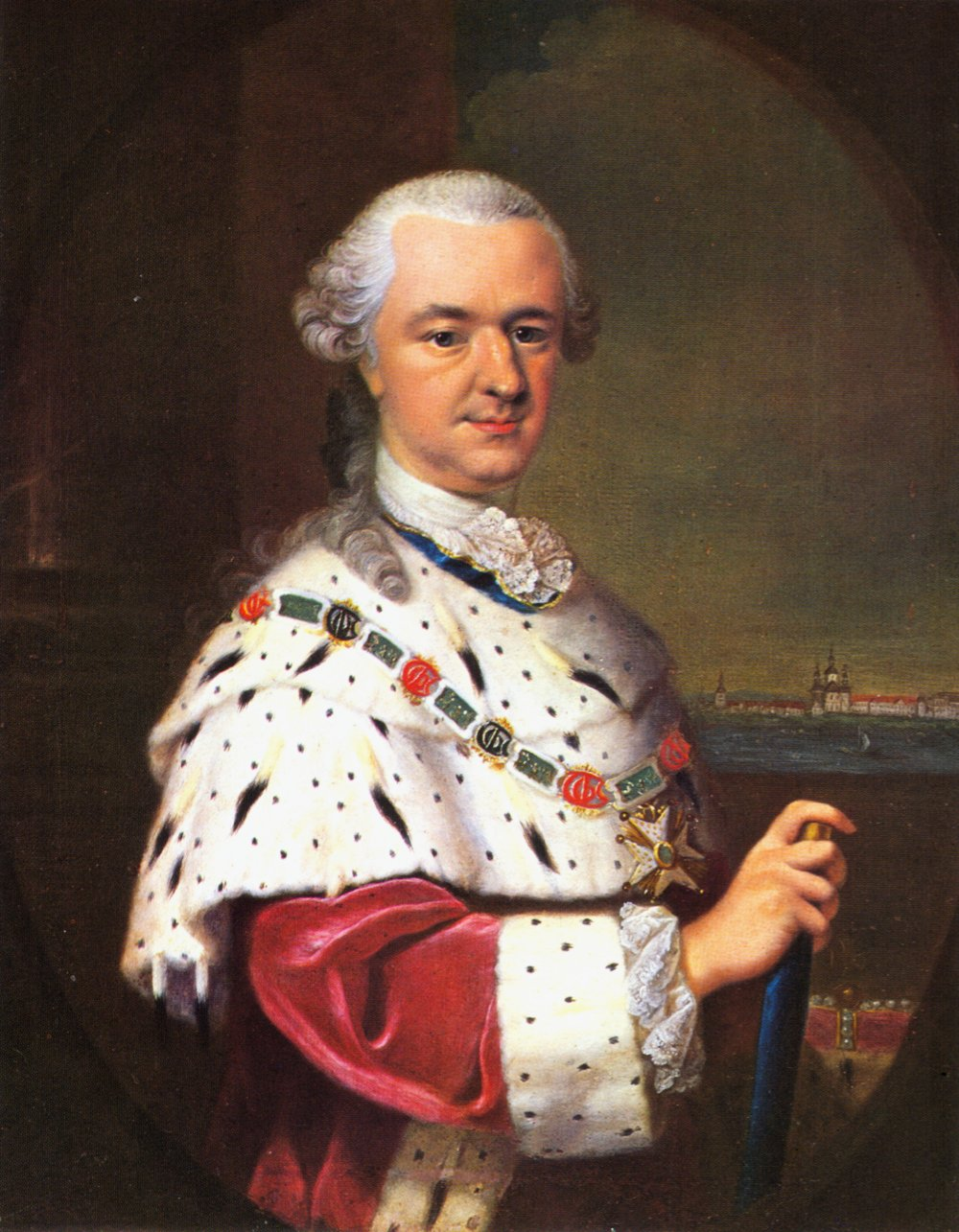
Charles Théodore de Bavière, fondateur de l'ordre.
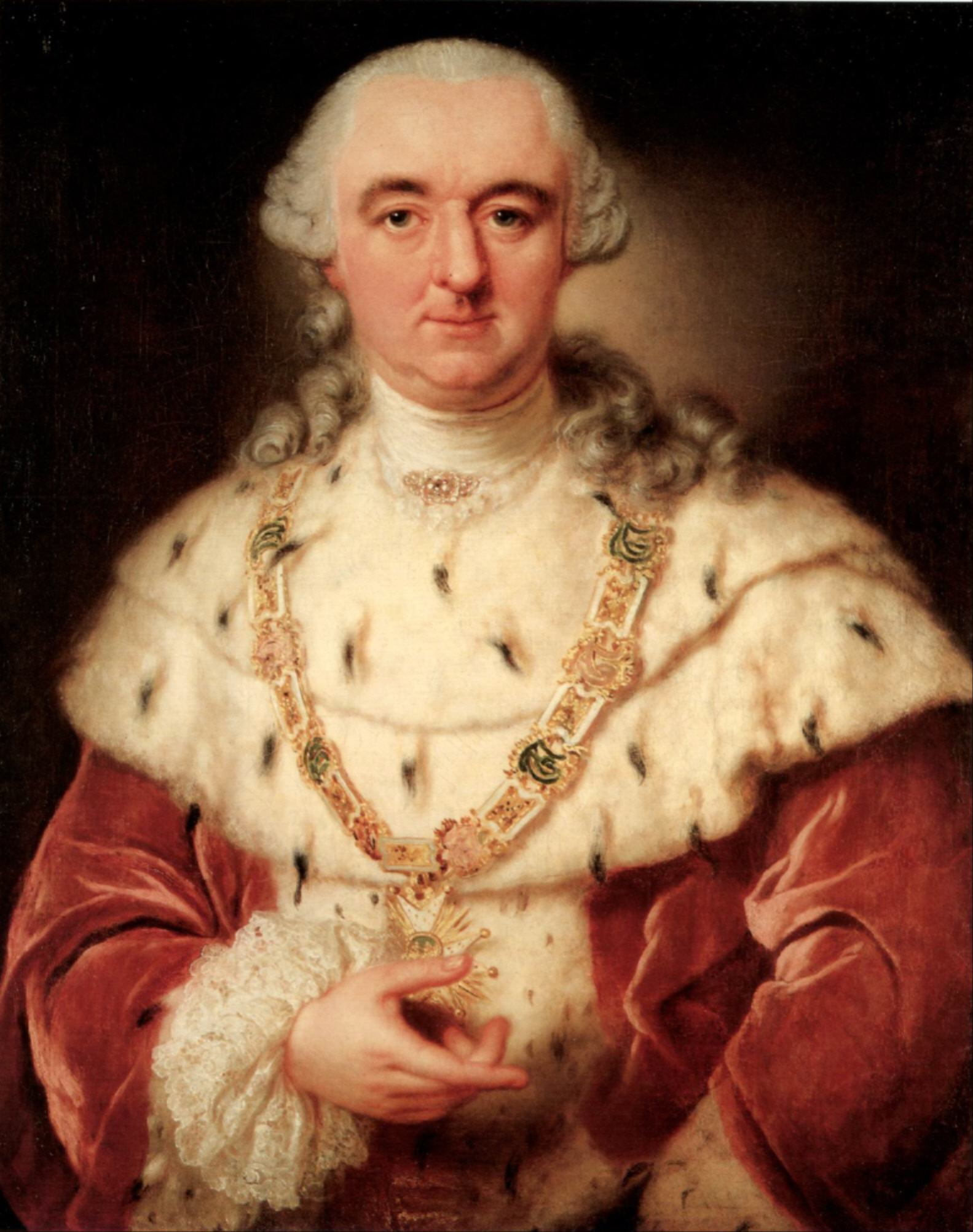
Le même, avec le grand collier de l'ordre.

Le roi Maximilien Ier déclara, en 1808, que l’ordre du Lion serait éteint ; depuis ce temps il n’a plus été accordé, et la décoration n’est plus portée que par un petit nombre de personnes. Le roi de Bavière remplaça cet ordre par l'ordre du mérite civil de la Couronne de Bavière. Petit-fils de « Max Joseph », le roi Louis II de Bavière, fonda, en 1866, un ordre inspiré par le Lion palatin dont il reprit la devise : l'ordre du Mérite militaire (Bavière).

## Décoration

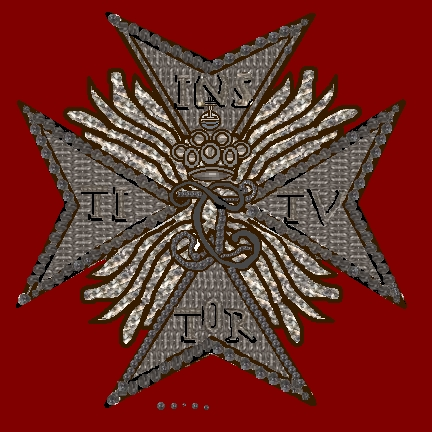
Plaque de l'ordre.

La croix de l'ordre est suspendue à un large ruban passant de droite à gauche, et la plaque fixée sur le côté gauche. Les ecclésiastiques portent la décoration suspendue au cou.
La croix est une croix de Malte d'émail bleu. Les bras de la croix sont cantonnés de flammes d'argent. Au centre de la croix, on trouve un médaillon central d'émail bleu portant à l'avers le Lion palatin (de) d'or sur, autour, dans un large liseré d'émail blanc, la devise latine « MERENTI ». Au revers se trouve le monogramme du fondateur C T sous le « Kurhut (de) » en français : « chapeau d'électeur » et la mention INSTITU.AN.1768 (« institutum anno 1768 » en français : « institué en 1768 »).

## Récipiendaires
Fondation
Les premiers Chevaliers de l'Ordre, nommés lors de sa fondation, sont, :
- Duc Charles II Auguste de Palatinat-Deux-Ponts (1746-1795)
- Duc Jean de Birkenfeld-Gelnhausen (1698-1780)
- Duc Charles Louis de Birkenfeld-Gelnhausen (1745-1789)
- Duc Guillaume de Birkenfeld-Gelnhausen (1752-1837)
- Comte Charles-Frédéric-Guillaume de Leiningen (1724-1807)
- Baron Franz Anton de Dalberg (1717-1781), Conseiller secret du Palatinat
- Baron Franz Albert Leopold von Oberndorff (de) (1720-1799), ministre du Palatinat[4]
- Comte Karl Ludwig zu Salm-Grumbach (1729–1799)
- Baron Leopold Max von Hohenhausen (1708–1783), Lieutenant-général du Palatinat, gouverneur de Mannheim
- Comte Friedrich Christoph von Loë dit Winkelhausen († 1796), lieutenant-général du Palatinat
- Baron Franz Georg Ernst von Sturmfeder (de) (1727–1793), chambellan et grand-échanson
- Baron Carl Philipp von Venningen (de) (1728–1797), président de la Cour de Justice du Palatinat
- Baron Adrian Constantin von Bentinck (1700–1779), Conseiller secret du Palatinat pour le Duché de Juliers-Berg
- Comte Johann Wilhelm von Effern (1706–1781), Lieutenant-général du Palatinat, gouverneur de Düsseldorf
- Comte Charles Paul Ernest de Bentheim-Steinfurt (1729–1780)
- Comte François d'Erbach-Erbach (1754–1823)
- Comte Andreas von Riaucour (de) (1722–1794), envoyé de l'Électorat de Saxe à la Cour du Palatinat
- Comte Ignaz von Sulkowsky, échanson de Praclau
- Comte Karl Heinrich von Wied-Runkel (1716–1783)

Selon l'Almanach impérial de 1810
- M. le comte Ordener, sénateur.
- M. le comte Hullin, général de division, commandant la 1re division militaire.
- M. le comte Drouet, général de division.
- M. le comte Rapp, général de division, aide-de-camp de S. M. l'Empereur.
- M. le comte Dupas, général de division.
- M. le comte Klein, général de division, sénateur.
- M. le comte d'Hédouville, sénateur.
- M. le baron de « Canise » (Canisy ?), écuyer de S. M. l'Empereur et Roi.
- M. de « Villoutbeys ».
- M. Dillon, ancien colonel, maire de Livry.
- M. de Chaillou, auditeur au Conseil d'État.
- M. le comte d'Hilaire de Wimmer, pour son mariage avec la duchesse de Rébrillon.